# Rally di Sanremo 1978
Il Rally di Sanremo 1978 è stata la 9ª edizione del Rally di Sanremo ed è stato valido come 8ª prova del campionato del mondo rally costruttori 1978 e 13ª prova della Coppa FIA piloti 1978.

## Classifica finale

La Lancia Stratos dell'equipaggio vincitore Alén-Kivimäki

La gara assegnò punteggio ai primi sei per la Coppa FIA piloti ed alle scuderie le cui vetture si fossero classificate entro le prime dieci posizioni, per il campionato costruttori.
| #  | Pilota                      | Copilota            | Vettura               | Pt. piloti | Pt. costr. |
| -- | --------------------------- | ------------------- | --------------------- | ---------- | ---------- |
| 1  | Markku Alén                 | Ilkka Kivimäki      | Lancia Stratos        | 9          | 18         |
| 2  | Maurizio Verini             | Arnaldo Bernacchini | Fiat 131 Abarth Rally | 6          | 16         |
| 3  | Francis Vincent             | Willy Lux           | Porsche 911           | 4          | 14         |
| 4  | Alberto Brambilla "Bip-Bip" | Mirko Perissutti    | Porsche 911           | 3          | -          |
| 5  | Marco Pregliasco            | Vittorio Reisoli    | Alfa Romeo Alfetta GT | 2          | 14         |
| 6  | Angelo Presotto             | Max Sghedoni        | Ford Escort RS2000    | 1          | 13         |
| 7  | Christian Gardavot          | Georges Otto        | Porsche 911           | -          | -          |
| 8  | Christian Lunel             | Denise Emmanuelli   | Opel Kadett GT/E      | -          | 10         |
| 9  | Fabrizia Pons               | Gabriella Zappia    | Opel Kadett GT/E      | -          | -          |
| 10 | Charles Alberti             | "Tout a fond"       | Opel Kadett GT/E      | -          | -          |